# Любомирский, Франтишек Фердинанд
Князь Франтишек Фердинанд Любомирский (ок. 1710 — 29 января 1774) — государственный деятель Речи Посполитой, мечник великий коронный (1761—1771), хорунжий великий коронный (1773—1774), староста бечский. Кавалер Ордена Белого орла (1762).

## Биография
Представитель польского княжеского рода Любомирских герба «Шренява». Младший сын воеводы краковского, князя Ежи Доминика Любомирского (ок. 1664—1727), от второго брака с Магдаленой Тарло (ум. 1732). Старший брат — мечник великий коронный, князь Антоний Бенедикт Любомирский (ум. 1761).
В 1761 году после смерти своего старшего брата Антония Бенедикта Франтишек Фердинанд Любомирский получил чин мечника великого коронного. В 1773 году был назначен хорунжим великим коронным.
3 августа 1762 года в Варшаве был награждён Орденом Белого орла. Являлся послом Речи Посполитой в Санкт-Петербурге.